# 155 mm L Mle 1877/14
Il Canon de 155 Long Modèle 1877/1914 sur affût Schneider era un cannone pesante francese della prima e seconda guerra mondiale.

## Storia
Prima della Grande Guerra, la dottrina dell'Esercito francese era orientata su una rapida guerra di manovra. Di conseguenza tutta l'attenzione era concentrata sul rivoluzionario 75 mm Mle. 1897, mentre non vi era spazio per l'artiglieria pesante. L'unico pezzo pesante con un moderno sistema di assorbimento del rinculo adottato dopo il Mle 97 fu il controverso obice campale 155 mm CTR Mle 1904 Rimailho, realizzato in circa un centinaio di esemplari. Per contro, il parco d'artiglieria pesante allineava oltre 1.300 vecchi cannoni su affusto rigido 155 mm L Mle. 1877, senza una chiara idea su come rimpiazzarli.
Nel 1907 la francese Schneider et Cie e la Putilov russa avevano siglato un accordo per la produzione su licenza di artiglierie Schneider per l'Esercito imperiale russo. L'accordo comprendeva il progetto di un cannone da 152 mm su un moderno affusto elastico. Nel 1910 lo stesso progetto venne rielaborato dall'azienda francese e proposto, in calibro 150 mm, all'Esercito spagnolo, senza esitare in un ordine.
Nel 1909 l'esercito francese lanciò un programma, presso gli arsenali statali, per valutare l'eventuale aggiornamento dei cannoni de Bange da 120 mm L Mle. 1878 e 155 mm L Mle. 1877 con un moderno sistema di assorbimento del rinculo. Nel 1910 l'ufficio tecnico di artiglieria coinvolse anche le industrie private come la Schneider e la St. Chamond, invitate a presentare loro progetti in competizione con le industrie di stato. Nel 1912 la Schneider presentò all'Armée de terre l'obice da 150 mm offerto alla Spagna; nonostante questo venisse considerato valido, l'esercito impose comunque che la canna fosse quella da 155 mm de Bange. Mentre lo statale Atelier de construction de Puteaux propose una canna de Bange incavalcata su un affusto elastico completamente nuovo, nell'ottobre 1913 venne scelto il modello Schneider, che utilizzava un affusto già esistente e sperimentato. Ad aprile del 1914 venne assegnato un ordine di 120 pezzi, con consegne previste tra dicembre 1915 e dicembre 1917. Con l'entrata in guerra della Francia contro gli Imperi centrali, l'industria transalpina venne sommersa di ordini e le prime consegne del pezzo designato 155 mm L Mle 1877/14 furono ritardate al febbraio 1916.
Alla prova del fuoco, il Mle 1877/14 si rivelò un pezzo efficace, ragionevolmente mobile, molto affidabile, con la canna che si usurava molto lentamente. La gittata era inferiore a quella del suo successore, lo Schneider 155 mm L Mle 1918, ma grazie al suo peso, inferiore di 2 t, venne impiegato durante tutta la durata della Grande Guerra.
Il Mle 1877/14 rimase in servizio dopo la guerra. Ritirato dai reparti campali, venne impiegato fino alla seconda guerra mondiale come artiglieria da fortezza nelle opere della Linea Maginot. Alcuni pezzi ricevettero ruote pneumatiche, ma l'assenza di sospensioni ne limitava comunque la velocità di traino. Dopo la rapida resa della Francia, parte dei pezzi catturati dalla Wehrmacht vennero riutilizzati dai tedeschi nelle difese costiere con la denominazione di 15,5 cm Kanone 422(f).

## Tecnica
Il Mle 1877/14 montava, sull'affusto scudato Schneider del Mle 1904, la canna Mle 1877, realizzata dal Dépôt central de l'Artillerie di Parigi. Sui primi esemplari la canna era installata invertita rispetto al Mle 1877 e quindi l'otturatore de Bange a vite interrotta si apriva verso destra, similmente allo Schneider 105 mm Mle. 1913; successivamente questa soluzione venne abbandonata, con l'apertura dell'otturatore verso sinistra. Il sistema di rinculo era simile ai contemporanei Schneider, con freno di sparo idraulico e recuperatore pneumatico. .
Il complesso poteva essere trasportato in un singolo pezzo, arretrando la canna ed agganciando la coda d'affusto ad un avantreno, oppure la bocca da fuoco poteva essere trasportata separata su un apposito carrello. Le ruote in legno limitavano la velocità di traino a 5–6 km/h. Il traino meccanico avveniva in un unico treno, mentre il traino animale veniva effettuato da due tiri di 8 cavalli ciascuno.

## Munizionamento
Il pezzo utilizzava munizionamento a cartoccio a sacchetto, con 6 cariche di lancio progressive, da 1 kg a 5,35 kg di polvere. La gittata era maggiore di 900 m rispetto a quella del Mle 1877, in quanto il freno di sparo consentiva l'utilizzo di cariche più potenti senza danneggiare l'arma.
| Granata                        | Tipo                               | Peso, kg | Caricamento, kg     |
| ------------------------------ | ---------------------------------- | -------- | ------------------- |
| Obus ordinaire Mle 1877/1914   | HE ordinaria                       | 40-41,3  | 1,4-2,3             |
| Obus à mitraille Mle 1877      | shrapnel                           | 41       | 0,55 e 416 pallette |
| Obus allongé Mle 1890          | HE con ogiva modificata            | 43       | 10,3                |
| Obus fonte acier (FA) Mle 1915 | HE, corpo bomba in ghisa acciaiosa | 43       | 4,45                |
| Obus acier Mle 1915 B          | HE, corpo bomba in acciaio         | 42,9     | 7,15                |